# Canon EOS-1
Die Canon EOS-1 kam 1989 auf den Markt und wurde bis 1994 produziert. Die Kamera war die erste EOS für den Markt der Profi-Fotografen und als Autofokus-Nachfolger der Canon F-1N konzipiert. Canon ging mit dem Wechsel vom klassischen FD-Bajonett zum elektronischen EF-Bajonett ein großes Risiko ein, denn das Unternehmen zwang damit seine Kundschaft zu einer Neuanschaffung ihrer Objektivausrüstung.
Die EOS-1 bot einen Autofokus, ein äußerst robustes Gehäuse, einen Pentaprismen-Sucher, der 100 % des Bildfeldes zeigte, Verschlusszeiten zwischen 1/8000 und 30 Sekunden, 1/250 s Blitzsynchronzeit und 14 Custom-Funktionen.

## Zubehör

### Kamera-Antriebe
- Power Drive Booster: Für die EOS-1 wurde der Motorantrieb PB-E1 entwickelt, mit dem Bildfrequenzen bis zu 5,5 Bilder/Sekunde möglich sind.

### Mattscheiben
Standard: Laser-mattierte Scheibe mit AF-Rahmen; optional 6 auswechselbare Zubehörscheiben. Die Mattscheiben werden durch das Objektivbajonett gewechselt.

### Blitzgeräte
Im Canon-EOS-System gibt es mehrere Blitzgeräte mit unterschiedlichen Merkmalen.

### Fernauslösezubehör
Für die Steuerung der EOS-1 aus der Entfernung gibt es eine Reihe von Zubehör, wie z. B. Fernauslösekabel.

## Modelle/Versionen
Die EOS-1 wurde auch im Set mit dem High Speed Booster PB-E1 verkauft. In dieser Ausstattung war die Bezeichnung der Kamera „EOS-1 HS“.